# Ritual (Tiësto, Jonas Blue e Rita Ora)
Ritual è un singolo del DJ olandese Tiësto, del produttore musicale britannico Jonas Blue e della cantante britannica Rita Ora, pubblicato il 31 maggio 2019 come secondo singolo del sesto album in studio di Tiësto The London Sessions.

## Descrizione
Il brano, scritto e prodotto dai due artsti Tiësto e Jonas Blue, con Fraser T Smith, Grace Barker, Michael Stonebank e Wayne Hector, vede per la prima volta i due artisti collaborare con la cantante Rita Ora. In un'intervista rilasciata a Billboard, Tiësto ha affermato sulla collaborazione: «Jonas Blue è un artista di grande talento e da tempo stavamo cercando il progetto giusto per collaborare. [...] E la voce di Rita porta il brano a un livello superiore».

## Tracce
Testi e musiche di Fraser T Smith, Grace Barker, Guy Robin, Michael Stonebank, Tijs Verwest e Wayne Hector.
1. Ritual – 3:18

## Video musicale
Il video musicale, diretto da Sophie Muller, è stato pubblicato il 21 giugno 2019 sul canale YouTube di Tiësto.

## Formazione
Musicisti
- Rita Ora – voce
- Fraser T Smith – chitarra
- Cameron Gower Poole – arrangiamento vocale

Produzione
- Tiësto – produzione
- Jonas Blue – produzione, missaggio
- Stonebank – produzione
- Rita Ora – produzione vocale
- Mike Marsh – mastering

## Classifiche

### Classifiche settimanali
| Classifica (2019) | Posizione massima |
| ----------------- | ----------------- |
| Belgio (Fiandre)  | 10                |
| Belgio (Vallonia) | 19                |
| Canada            | 99                |
| Croazia           | 3                 |
| Estonia           | 19                |
| Francia           | 117               |
| Grecia            | 33                |
| Irlanda           | 13                |
| Libano            | 17                |
| Lituania          | 10                |
| Paesi Bassi       | 11                |
| Polonia           | 6                 |
| Regno Unito       | 24                |
| Repubblica Ceca   | 50                |
| Russia            | 2                 |
| Slovacchia        | 29                |
| Svezia            | 24                |
| Svizzera          | 56                |
| Ucraina           | 29                |
| Ungheria          | 25                |

### Classifiche di fine anno
| Classifica (2019) | Posizione |
| ----------------- | --------- |
| Belgio (Fiandre)  | 32        |
| Belgio (Vallonia) | 76        |
| Paesi Bassi       | 29        |
| Polonia           | 65        |
| Russia            | 42        |
| Ungheria          | 92        |
| Classifica (2020) | Posizione |
| Russia            | 80        |